# Alzados: Historia del nacionalismo e independentismo en Canarias
Alzados: Historia del nacionalismo e independentismo en Canarias es un documental del año 2016 que explica el movimiento independentista en Canarias, desde la fundación del MPAIAC hasta su actual situación. Entre las voces que aparecen en el film, está la de Antonio Cubillo, uno de los nombres emblemáticos del movimiento separatista canario. La obra está amenizada con la música de David Peña y el timplista Germán López.

## Sinopsis
Se trata de una obra documental que reflexiona en torno al pasado, presente y futuro del nacionalismo y el independentismo en el archipiélago canario. La idea surge de la inquietud por parte de los productores de abordar una realidad a menudo desconocida en las islas, especialmente entre los más jóvenes.
Los entrevistados en el documental son Antonio Cubillo, Braulio García, Luis Morera, David Peña, Antonio Morongo, Michel Jorge Millares, Gonzalo Pulido, Juan Pérez, Juan Francisco Santana, Padre Báez, Tinguaro Hernández, Alexander de la Guardia, Ángel Cuenca y Francisco Santana.